# Ivan Peroti
Ivan Peroti (Amsterdam, 10 december 1976) is een Nederlands tekstschrijver en zanger. 

## Biografie
Peroti is sinds 1996 actief in de muziekwereld. Hij was de zanger van de boyband Sat-R-Day. Peroti is de schrijver en zanger van het nummer Speed up van Funkerman. In 2011 schreef hij nummers voor onder meer Ben Saunders, Shary-An en Jenny Lane. Ook was Peroti gastzanger bij Sven Hammond Soul voordat hij vast lid werd van deze band. Hij was een van de deelnemers aan het Nationaal Songfestival 2012. Hier zong hij Take me as I am, dat werd geschreven door Alain Clark, en eindigde hiermee als derde. Het nummer kwam in de week na het Nationaal Songfestival binnen in de Single Top 100 op plaats 41, waar het een week genoteerd stond. 
In 2015 deed Peroti mee met The voice of Holland, het RTL-programma van John de Mol. Hier werd hij opgenomen in het team van Sanne Hans. Hij bereikte de kwartfinale. In 2016 was Peroti te horen met het nummer "True Colors" in televisiereclame van supermarktketen Lidl. Mede vanwege de positieve reacties besloot Peroti het gehele nummer in de studio op te nemen.
In 2018 verliet Peroti Sven Hammond na drie albums in zeven jaar; hij trad toe tot de band van Candy Dulfer met wie hij eerder samenwerkte bij de Ladies of Soul-concerten. Daarnaast toerde Peroti in 2019 met Leo Blokhuis en Ricky Koole.

## Discografie

### Singles
| Single met eventuele hitnotering(en) in de Nederlandse Top 40 | Datum van verschijnen | Datum van binnenkomst | Hoogste positie | Aantal weken | Opmerkingen                 |
| ------------------------------------------------------------- | --------------------- | --------------------- | --------------- | ------------ | --------------------------- |
| Take me as I am                                               | 26-02-2012            | -                     |                 |              | Nr. 41 in de Single Top 100 |